# Рибинський Володимир Петрович
Рибинський Володимир Петрович (11 лютого 1867, Козловський повіт Тамбовської губернії — січень 1944, Баку) — педагог, історик, богослов, професор Київської духовної академії та Бакинського університету.

## Життєпис
Народився у родині сільського священика у Тамбовській губернії. Початкову освіту здобув у Тамбовському духовному училищі та Тамбовській духовній семінарії. Планував вступити до університету, до Петербурзького історико-філологічного інституту, однак зрештою обрав духовний навчальний заклад.
1887 року вступив на навчання до Київської духовної академії, яку закінчив 1891 року.
За спогадами самого Рибинського, «Коли ж я зупинився на академії, то вибір мій чомусь одразу ж упав на Київську академію. Не можу навіть сказати, чому так трапилось. Ясна річ, ні про порівняльні переваги наших академій, ні про особливості київської я не мав жодного уявлення, виразного потягу до богословських наук у мене також не було. Мабуть, до Києва мене просто вабила „таємнича далечінь“, південь і Україна, овіяна якоюсь поезією, — особливо після того, як у Тамбові побувала трупа Старицького».
Після завершення навчання залишився в Академії як професорський стипендіат на кафедрі священної історії Старого Заповіту.
1892 року написав кандидатську роботу «Давньоєврейська Субота».
У середині 1900-х років став інспектором Київською духовної академії, перебував на цій посаді до 1910 року. Професор кафедри Святого Письма.
1913 року написав докторську роботу «Самаряни», здобув титул ординарного професора, на цій посаді перебував до ліквідації навчального закладу 1920 року. В цей період був активним членом Релігійно-просвітницького товариства. Викладав англійську мову.
З 1920 року став співробітником Всеукраїнської Академії наук, де був членом Гебраїстичної історико-археографічної комісії. Працював учителем російської мови у одній з київських шкіл.
1932 року, у передчутті репресій, переїхав з родиною до Баку.
У Баку працював перекладачем у Азербайджанському науково-дослідному інституті. З 1938 року викладач Бакинського університету та Педагогічного інститут, викладав старослов'янську мову, історію мову та граматики.
Помер у Баку, похований у місті Сабунчак.

## Наукова спадщина
Володимир Рибинський написав понад 50 наукових праць з історії релігії — монографій та статей, публікувався у численних наукових виданнях: «Труды Киевскеой духовной академии», «Старнник» та інших.
Брав участь у створенні ґрунтовних видань «Тлумачна Бібілія» («Толковая Библия») та «Православна богословська енциклопедія» (початок XX століття).

## Основні праці
- «Киевская митрополичья кафедра с половины XIII до конца XVI веков» К., 1891;
- «Очерки истории самарян» К., 1895–1897 («Труды КДА»);
- «Библия для детей» К., 1897;
- «Религиозное влияние иудеев на языческий мир в конце ветхозаветной и в начале новозаветной истории», 1898;
- «Заметки о литературе по Священному писанию» К., 1898–1899 («Труды КДА»);
- "Первый опыт «Введения в Священное Писание», 1900;
- «Исторический очерк лжемессианских движений в иудействе» К., 1901;
- «О Библии», 1902;
- «Вавилон и Библия», 1903;
- «Юнилий Африканский и его Руководство к изучению Библии», 1903;
- «К вопросу об отношении Библии к Вавилону. Раскопки храма Бэла в Ниппуре», 1904;
- «Ветхозаветные пророки» К., 1907 («Труды КДА»);
- «Библейская ветхозаветная критика» К., 1908;
- «По поводу новейшихъ археологических раскопок в Палестине» К., 1908 («Труды КДА»);
- «О паломничестве в Иерусалим в библейские времена» К., 1909;
- «Самаряне. Обзор источников для изучения самарянства. Исторія и религия самарян» К., 1913;
- «Самарянство и Гностицизм (Ответ на критику проф. М. Э. Поснова)», 1914.